# Sleeping Bear Dunes National Lakeshore
Sleeping Bear Dunes ist der Name eines National Lakeshores am Ostufer des Lake Michigan im US-Bundesstaat Michigan.
Das Schutzgebiet ist etwa 288 km² groß und erstreckt sich über 60 km entlang des Nordwestufers der Unteren Halbinsel (Lower Peninsula) des Lake Michigan. Die Hauptattraktion das Parkes bilden Sanddünen, die das Ufer bis zu 140 m hoch überragen. Von hier hat man Aussicht auf den See, die vorgelagerten Inseln und das Hinterland mit dem Glen Lake. Die beiden Inseln  North Manitou Island und South Manitou Island sind ebenfalls Teil des Schutzgebiets.

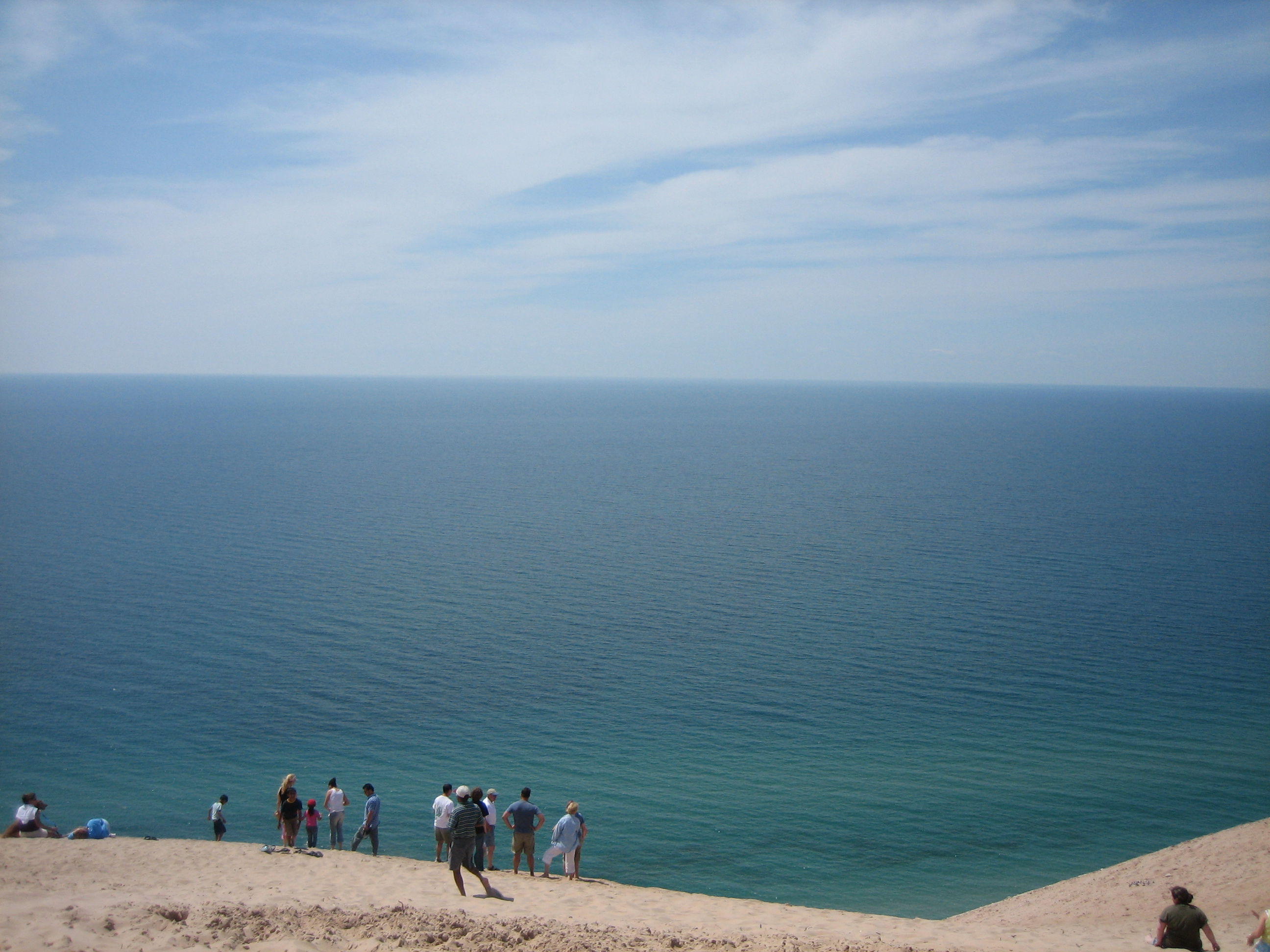
Blick von den Dünen auf den Michigansee

Die Landschaft ist durch die letzte Eiszeit geprägt. Die Dünen selbst sind etwa zweitausend Jahre alt und unterliegen durch Winderosion ständigem Wandel. Am Pierce Stocking Scenic Drive gibt es einen Aussichtspunkt direkt am Kliff. Unweit des westlichen Ufers des Glen Lakes befinden sich weitere begehbare Dünen, die jedoch nicht direkt am Michigansee liegen. Der Park ist waldreich, allerdings bildet der heutige Baumbestand einen Sekundärwald. Die ursprünglichen Primärwälder wurden in früheren Zeiten vollständig gerodet. Vorhandene Forste werden in naturnahe Wälder umgewandelt.
Der Name des Gebietes geht auf eine Sage der Anishinabe zurück: Einst soll eine Bärin mit ihren zwei Jungen vor einem Waldbrand in das Wasser des Sees geflüchtet sein. Die Bären schwammen um ihr Leben, doch schon bald blieben die Jungen hinter ihrer Mutter zurück. Schließlich erreichte die Bärin das andere Ufer und kletterte auf eine Düne, um nach ihren Jungen Ausschau zu halten, doch diese ertranken. Mit der Zeit bedeckte der Wind die wartende Mutter mit Sand. Der markanteste, heute durch Winderosion weitgehend abgetragene Punkt der Dünen erinnert in seiner Form an eine schlafende oder Ausschau haltende Bärin. Unter dem Sand soll diese bis heute auf die Ankunft ihrer Jungen warten. Beeindruckt durch das Schicksal und die unerschütterliche Hoffnung der Bärin ließ der große Manitu an der Stelle, an der die beiden jungen Bären ertranken, zwei Inseln entstehen. Diese tragen heute die Namen North and South Manitou Island. Auf beiden befindet sich ein kleiner See sowie Campingmöglichkeiten, Boote verkehren zwischen dem Festland und den Inseln. Auf der Südinsel befindet sich ein Leuchtturm, ehemalige Stationen der Küstenwache und Wüstungen.